# Ackworth, West Yorkshire
Ackworth är en by och civil parish i Storbritannien. Den ligger i grevskapet West Yorkshire, i den centrala delen av landet, 250 km norr om huvudstaden London.

## Historia
Historiskt utgjorde Ackworth en socken och township i Osgoldcross wapentake i Yorkshires västra treding. Den första gången orten omnämns i de historiska källorna är i Domedagsboken, men ortnamnet är av anglosaxiskt ursprung. Socknen tillhörde Yorks ärkestift och hade 1 432 invånare vid den första folkräkningen 1801.